# Sergej Bubka (tenista)
Sergej Bubka, ukr. Сергій Бубка / Serhij Bubka (* 10. února 1987, Doněck) je ukrajinský profesionální tenista. Ve své dosavadní kariéře na okruhu ATP World Tour nevyhrál žádný turnaj. Na challengerech ATP a okruhu ITF získal do roku 2013 dva tituly ve dvouhře a čtyři ve čtyřhře. Jeho otcem je bývalý tyčkař a olympijský vítěz Sergej Bubka.
Na žebříčku ATP byl nejvýše ve dvouhře klasifikován v listopadu 2011 na 145. místě a ve čtyřhře pak v květnu téhož roku na 134. místě. Od roku 2011 jej trénuje Olivier Morel, který na této pozici vystřídal Tibora Totha.
Na turnaji Dubai Tennis Championships 2011 porazil pátého nasazeného Chorvata Ivana Ljubičiće.
V ukrajinském daviscupovém týmu debutoval v roce 2005. Do roku 2013 v něm nastoupil k sedmnácti mezistátním utkáním s bilancí s bilancí 9–4 ve dvouhře a 6–5 ve čtyřhře.

## Soukromý život
Časně ráno 1. listopadu 2012 vypadl Sergej Bubka z okna svého bytu v Paříži a s množstvím zlomenin byl převezen do nemocnice George Pompidoua. Po nočním návratu se omylem zamkl v koupelně a při pokusu přelézt do okna vlastního bytu se zřítil na Avenue de Camoëns v 16. pařížském obvodu.

## Tituly na challengerech ATP
| Legenda                   |
| ATP Challenger Tour (1–0) |

### Dvouhra (1)
| Č. | Datum | Turnaj          | Povrch  | Soupeř ve finále | Výsledek      |
| 1. | 2009  | Kjóto, Japonsko | koberec | Takao Suzuki     | 7–6(8–6), 6–4 |